# Spanska tecknade serier

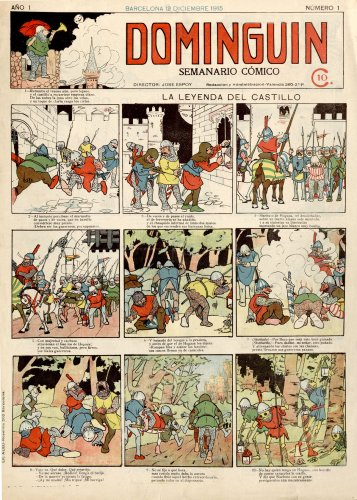
Första numret av tidningen Dominguín (1915).

Spanska tecknade serier är tecknade serier i Spanien. Den är en av Europas viktigaste serietraditioner. Tecknad serie heter på spanska historieta eller (mer modernt) cómic. Under 1910-talet grundades de första regelbundet utgivna spanska serietidningarna, och barnserietidningen TBO (1917–98) kom att bilda modell. Det spanska begreppet tebeo myntades, som ett generiskt ord för serietidning (för yngre).
Serier ges i Spanien till allra största delen ut på spanska, men även några av landets minoritetsspråk har mer eller mindre långa serietraditioner. Serier har givits ut på katalanska åtminstone sedan 1930-talet, och Katalonien är också centrum för Spaniens serieutgivning (på spanska). 

## Historik

### Ursprung och definition

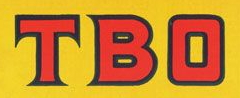
TBO blev själva sinnebilden för serietidning i Spanien.

Termen tebeo är en fonetisk omskrivning av TBO, en långlivad spansk serietidning som gavs ut 1917–98. Namnet låter som den spanska frasen "te veo" ('jag ser dig'). Den här mycket inflytelserika tidningen blev sinnebilden för serietidning på spanska och ledde tidigt serieutvecklingen i landet. I den här tidningen fanns bland annat Los grandes inventos del TBO ('TBO:s stora uppfinningar'), inklusive humoristiska Rube Goldberg-lika maskiner.
Den första regelbundet utgivna serietidningen i Spanien var annars Dominquín, grundad 1915.

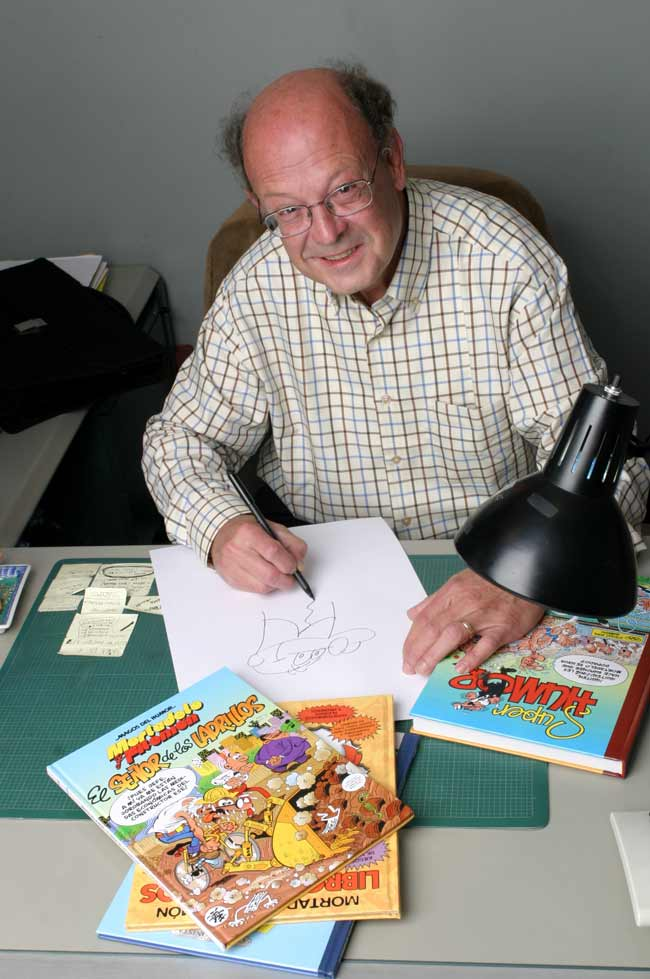
Francisco Ibáñez, skaparen av Flink och Fummel (2006).

Andra viktiga humorserietidningar var Pulgarcito (lanserad 1921, återstartad 1947) och Lily, den senare med flickor som målgrupp.
I Francos Spanien var superhjälteserier förbjudna, så seriefigurerna baserades istället på historiska hjältar.
1944 föddes serien El Guerrero del Antifaz ('Den maskerade krigaren'), tecknad av Manuel Gago och publicerad i sin egen tidning av Editorial Valenciana. Capitán Trueno, också den med medeltida hjältehistorier i botten, skapades 1956.

### Storhetstid
Efter spanska inbördeskriget införde en strikt censur inom alla (mass)medier, inklusive serier. Detta till trots räknas ofta 1940- och 1950-talen som en gyllene era inom den spanska seriehistorien, och seriemediets popularitet i landet var då på sin höjdpunkt. Förlaget Bruguera låg under de här åren bakom ett antal serier med en lättigenkännlig humorstil, där slapstick och otursförföljda huvudfigurer var stående inslag. Bland serietitlarna kan nämnas El repórter Tribulete (av Cifré), Carpanta och Zipi y Zape av Escobar samt Las hermanas Gilda av Vázquez. Förlaget publicerade också äventyrsserier som Capitán Trueno och Silver Roy.
Editorial Valenciana gav ut serier/serietidningar som Roberto Alcázar y Pedrín (1940) och El Guerrero del Antifaz. Humorserierna från Editorial Valenciana var inte lika slapstickinriktade utan präglades mer av absurd eller mer stillsam komedi. Serierna var mer "utarbetade", i bakgrunder och perspektiv och figurteckningar.
1958 föddes den kanske mest populära serien i Brugueras "slapsticktradition", Ibáñez' Mortadelo y Filemón (översatt till svenska som Flink och Fummel. Andra Brugueraserier – främst för en barnpublik – som under 1960-talet bidrog till förlagets ledande ställning inom branschen tecknades av namn som Fresno's, Joan March, Nicolás, Jaume Ribera och Jaume Rovira.

Logotyp för superhjälteparodin Superlópez (skapad 1975).

### Sofistikerat och vuxenserier
Runt 1970 utvecklades spanska humorserier från slapstick till absurdism, via figurer och titlar som Sir Tim O'Theo (1970) och Superlópez (1975). 1969 publicerade serietidningen Gran Pulgarcito den första albumlånga berättelsen med Mortadelo y Filemón (som en följetong). Bland den serieskapare som tecknade serier kring mer "övernaturliga" teman fanns Vázquez och hans Anacleto, agente secreto.

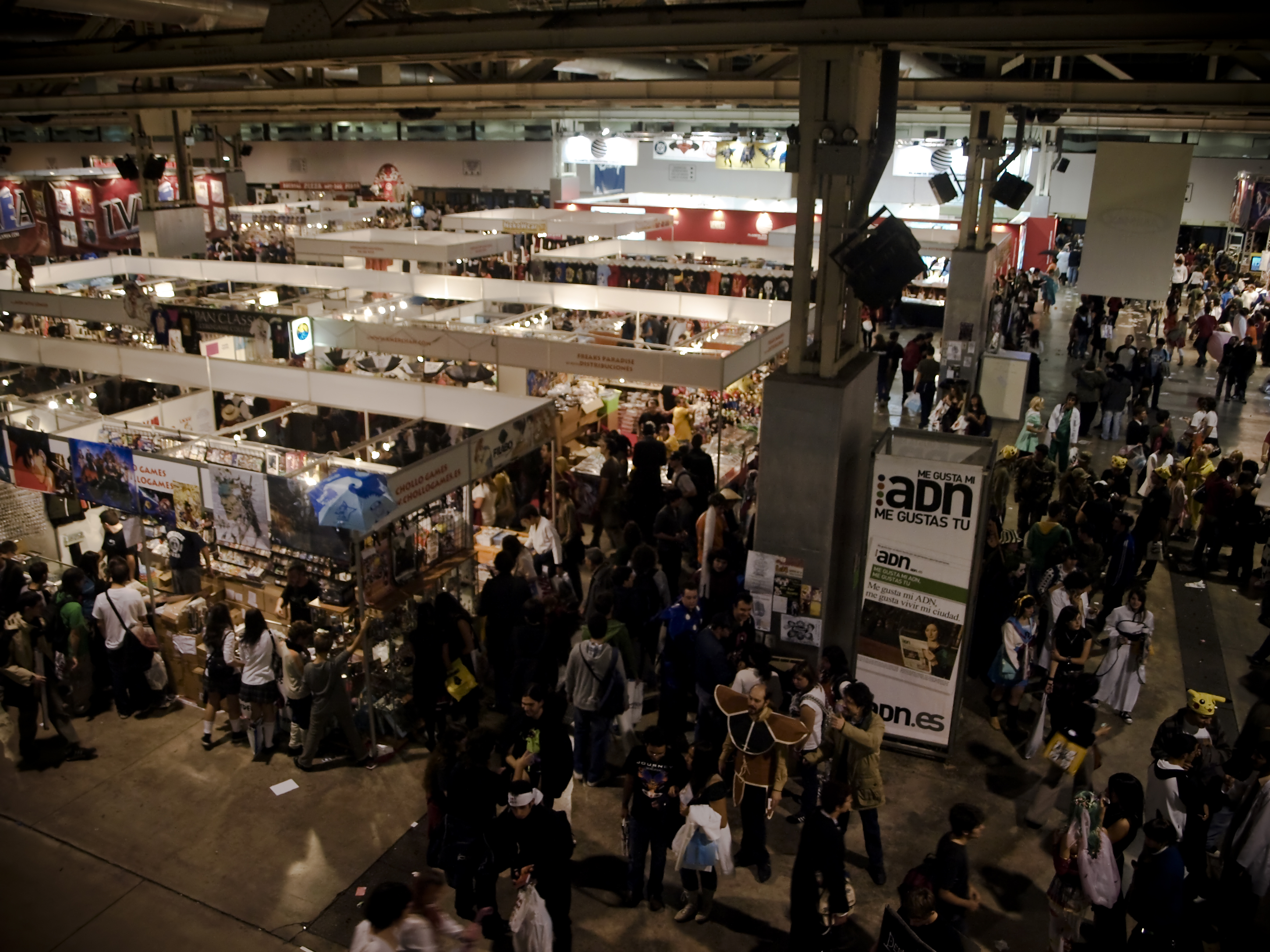
Den internationella mangafestivalen i Barcelona har arrangerats sedan 1995 (fotot från 2011).

För en mer vuxen läsekrets producerades skräckserier som Dossier Negro (1968), Vampus (1971) och Rufus (1973) eller satiriska verk som El Papus (1973).
Efter Francos död 1975 skedde en stor expansion av serier för vuxna, med tidningar som Totem, El Jueves, 1984 och El Víbora.
1981 grundades Barcelonas årliga internationella seriefestival. Den första upplagan samlade 12 000 besökare, medan man numera räknar in cirka 100 000 personer. Sedan 1995 anordnar arrangörerna även en årlig mangafestival, också den i samma mässlokaler i Barcelona.

### Kriser och nedläggningar
Resultatet av en övermättad marknad märktes 1983, då Ediciones Metropols tidningen upphörde, samtidigt som höjda papperspriser och TV-spelens inträde ledde till en serietidningskris. Editorial Bruguera gick i konkurs 7 juni 1982; fyra år senare köptes dock rättigheterna till bolaget av Grupo Z. Av Ediciones Bruguera blev då Ediciones B. Under 1990-talet försvann de flesta av vuxenserietidningarna (Cairo, Zona 84 och Cimoc). El Víbora höll ut till 2005. Den mest notabla överlevaren från de här åren är El Jueves.
Mortadelo och alla Ediciones B:s serietidningar försvann 1996. Mortadelo y Filemón och Superlópez fortsätter dock att ges ut direkt i album.

### Webbserier
Bland Spaniens mest kända webbserier finns ¡Eh, tío!, El joven Lovecraft och El Listo.

## Serier på andra språk

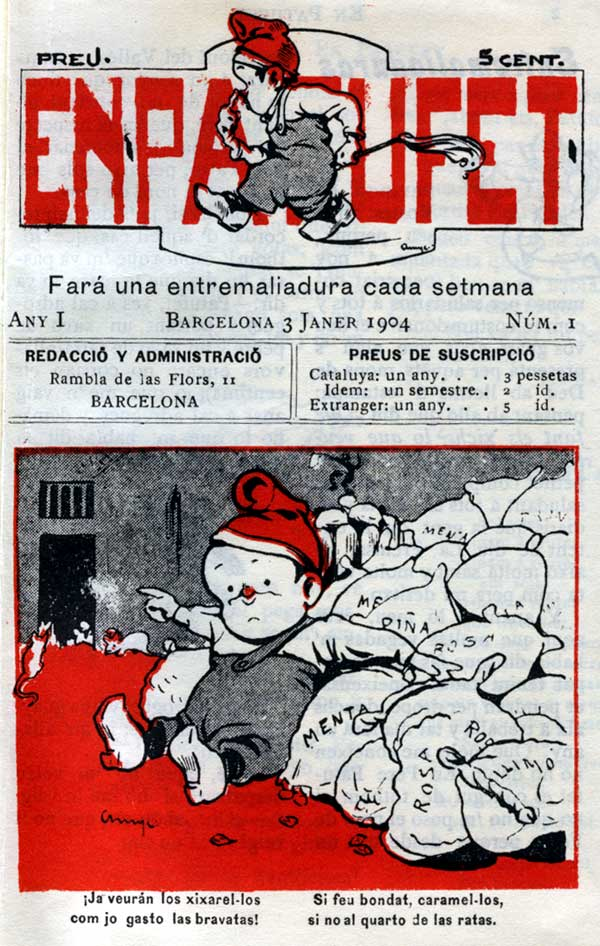
En Patufet var en spridd skämt- och serietidning på katalanska.

Spanska serier har i första hand varit historien om serier på spanska. En  mängd serier har dock givits ut på några av de regionala språken i norr och öster. Bland annat har serier på galiciska och asturiska publicerats under senare årtionden, ofta kopplade till lokala seriefestivaler eller andra lokala kulturaktiviteter. Vissa albumserier har under senare år kommit ut i översättning på baskiska. Dessutom har serier getts ut på katalanska sedan åtminstone 1939 (se nedan).

### Katalanska
Katalanska är utöver spanska det enda språket i Spanien som använts i serieutgivning i någon större skala. 2011 gavs en seriekatalog ut med serier utgivna på katalanska från 1939 (med serieprototyper från 1904 till 2011. I den listades både manga, fransk-belgiska serier och alternativa serietidskrifter.
Från 1904 och fram till 1930-talet gavs den katalanskspråkiga skämttidningen En Patufet ut, och i den syntes så småningom även tecknade serier. Efter drygt två decennier då katalanska språket var förbjudet i massmedierna, började man i början av 1960-talet släppa på förbudet inom olika sorters litteratur. 1961 grundades den katalanskspråkiga barn(serie)tidningen Cavall Fort, med serier inspirerade av 1950-talets fransk-belgiska albumserier.
I Barcelonaförorten Badalona öppnades också 2010 Museu del Còmic i la Il·lustració de Catalunya (Kataloniens serie- och illustrationsmuseum, MCIC). Grundare var Kataloniens kultur- och kommunikationsdepartement i samarbete med staden Badalona.
I Katalonien och på Balearerna har olika organisationer även använt seriemediet för att sprida pedagogik eller allmänt vetande. Bland annat publicerades 1981 en serieversion av Balearernas historia.